# A Long Time Comin'
A Long Time Comin'  är ett musikalbum av Electric Flag som lanserades i mars 1968 på Columbia Records. Det var gruppens debutalbum och kom att bli det enda som Mike Bloomfield, själv initiativtagare till gruppen medverkade på. Skivan är en fusion av musikstilar men drar mest åt rockmusik, soul och blues med prominent användande av blåsinstrument. Den mest kända låten på skivan är troligen gruppens version av "Killing Floor" som börjar med ett tal av USA:s dåvarande president Lyndon B. Johnson och sedan avbryts snabbt av ett förlöjligande skratt och musiken som börjar. Den släpptes även som gruppens första singel.

## Låtlista
1. "Killing Floor"
2. "Groovin' Is Easy"
3. "Over-Lovin' You"
4. "She Should Have Just"
5. "Wine"
6. "Texas"
7. "Sittin' in Circles"
8. "You Don't Realize"
9. "Another Country"
10. "Easy Rider"

## Listplaceringar
- Billboard 200, USA: #31[1]